# Concordia (Kansas)
Concordia es una ciudad ubicada en el condado de Cloud en el estado estadounidense de Kansas. En el año 2010 tenía una población de 5395 habitantes y una densidad poblacional de 613,07 personas por km².

## Geografía
Concordia se encuentra ubicada en las coordenadas 39°34′9″N 97°39′30″O / 39.56917, -97.65833 (39.569035, -97.658398).

## Demografía
Según la Oficina del Censo en 2000 los ingresos medios por hogar en la localidad eran de $31,398 y los ingresos medios por familia eran $40,389. Los hombres tenían unos ingresos medios de $27,764 frente a los $20,885 para las mujeres. La renta per cápita para la localidad era de $17,019. Alrededor del 12.9% de la población estaban por debajo del umbral de pobreza.